# Verla (Finlandia)
Verla è un villaggio del XIX secolo molto ben conservato che si trova nella municipalità di Jaala, in Finlandia. Nel 1996 è stato inserito nell'elenco dei Patrimoni dell'umanità dell'UNESCO.
La particolarità principale del villaggio è il suo mulino ad acqua in legno, costruito nel 1882 da Gottlieb Kreidl e Louis Haenel e in funzione fino al 1964. Un precedente mulino venne costruito nel 1872, sempre in legno, ma andò distrutto in seguito a un incendio quattro anni dopo.